# Parentia mobilis
Parentia mobilis är en tvåvingeart som först beskrevs av Frederick Wollaston Hutton 1901.  Parentia mobilis ingår i släktet Parentia och familjen styltflugor. Inga underarter finns listade i Catalogue of Life.